# Kontinentska padina
Kontinentska padina  je geomorfološki oblik reljefa morskog dna. Spada u rubne oblike mora uz kontinentski šelf. Predstavlja vanjski rub na kojem pojas morskog dna koji neposredno okružuje kontinente naglo se spušta iz relativno plitka dna šelfova u duboko more.